# Something for Everyone
Something for Everyone ist eine 1969 in Deutschland gedrehte, schwarzhumorige US-amerikanische Filmkomödie von Harold Prince, mit Michael York, Heidelinde Weis und Angela Lansbury in den Hauptrollen. Daneben wirkten zahlreiche namhafte deutsche Künstler in Nebenrollen mit, unter anderem Eva Maria Meineke, Hilde Weissner, Walter Janssen und Klaus Havenstein. Die Geschichte basiert auf der schwarzen Komödie The Cook (1965) von Harry Kressing.

## Handlung
Der junge Lebenskünstler Konrad Ludwig radelt eines Sommers durch die bayerische Voralpenwelt. In der Nähe der kleinen Ortschaft Ornstein entdeckt er ein prachtvolles Schloss, das ihn augenblicklich fasziniert. Konrad träumt davon, im Schloss zu leben oder noch besser: es zu besitzen. Und so macht er sich auf den Weg dorthin, um die Besitzerin kennen zu lernen, um sich bei ihr einzuschmeicheln. Die Schlossherrin ist eine verwitwete Gräfin Herthe von Ornstein, die finanziell am Hungertuch nagt. Die alternde Dame kann sich nicht einmal mehr den Unterhalt des Hauptgebäudes, dessen Mobiliar längst veräußert wurde, leisten und wohnt daher in einem kostengünstigeren Witwen-Nebengebäude. Konrad geht zielgerecht an die Umsetzung seines Plans heran, zukünftiger Schlossherr zu werden, indem er sich erst einmal um die Stelle eines Dieners der Gräfin bewirbt. Um eines Tages die nötigen Finanzen zu besitzen, das Schloss wieder komplett in Schuss zu bringen, fängt Ludwig damit an, Anneliese Pleschke zu umgarnen, eine junge, attraktive Dame aus reichem Elternhaus. Konrad lernt auch bald deren Eltern kennen, die er als wohlerzogener junger Mann mit vorbildlichen Manieren durch die Gegend kutschiert. Nachdem Rudolph, der Lakai der Gräfin, von Konrad angehalten, sich in einem Biergarten hemmungslos zu betrinken, von diesem im Zustand des Vollrauschs vor einen Zug gestoßen und von jenem überrollt wird, nimmt der jugendliche Parvenü Rudolphs Posten im gräflichen Schlosshaushalt ein.
Rasch lernt Konrad die Eigenheiten der gräflichen Familie kennen und weiß sie für sich zu nutzen. Herthe von Ornstein hat mit Helmuth einen soeben erwachsen gewordenen, eher scheuen Sohn und mit Lotte eine dickliche, schlichte und ziemlich nervtötende, halbwüchsige Tochter. Zielgerichtet versucht Konrad auch die Kinder der Alten in seinen Bann zu ziehen, wobei ihm seine eigene Bisexualität durchaus zupass kommt, denn Helmuth ist homosexuell. Konrad versucht Helmuth zu verführen, was der gestrenge Verwalter des Schlossanwesens, Klaus, mit Entsetzen registriert und den Neu-Diener augenblicklich feuert. Konrad kommt bald hinter dessen dunkelbraunes Geheimnis: Klaus‘ Vater war einst ein Oberst bei der Wehrmacht, und dessen Sohn bewahrt all seine Andenken gleich einem Reliquienschrein in seinem Schlafzimmer auf. Um Klaus zu diskreditieren und ihn loszuwerden, denunziert Konrad Ludwig ihn beim Ornsteiner Bürgermeister, der es zu seiner Aufgabe gemacht hat, in seinem Beritt sämtliche Nazi-Verehrung zu unterbinden. Bald sieht sich die alte Gräfin dazu genötigt, Klaus still und heimlich seines Postens zu entheben und statt seiner Konrad zum neuen Majordomus zu ernennen. Der Aufsteiger, der sich währenddessen auch an Anneliese Pleschke herangemacht hat, wähnt sich kurz vor seinem Ziel, neuer Schlossherr auf Ornstein zu werden.
Konrad überzeugt Gräfin Herthe dazu, im Nebengebäude ein großes Fest zu veranstalten, um auf diesem Wege Helmuth mit Anneliese, mit denen er auch weiterhin zeitgleich Affären hat, zu verkuppeln. Dem so ungleichen Paar versichert Konrad, dass er immer für sie auf dem Schloss da sein werde, sodass weder Helmuth noch Anneliese Einwände gegen diese arrangierte und nicht eben von Liebe getragenen Eheschließung hat. Nun scheint auch der finanzielle Grundstock für die Wiedereröffnung von Schloss Ornstein gelegt zu sein, denn mit Annelieses Vermählung fließt auch Pleschkes Geld in die Instandsetzung und Wieder-Möblierung des alten, einst prachtvollen Gemäuers. Kurz nach der Hochzeit erweist sich Konrads Idee als Katastrophe, denn der schwule Helmuth und die heterosexuelle Anneliese sind wirklich nicht kompatibel, wie die Hochzeitsreise zeigen wird. Beide wollen unbedingt ihre Ehe annullieren. Als Anneliese auch noch erkennen muss, dass sie nur Teil eines Masterplans Konrads ist und dieser auch mit Helmuth ins Bett geht, wird sie fuchsteufelswild und will ihren Eltern, auf deren Finanzspritze Konrad beim Schlossumbau dringend angewiesen ist, alles sagen. Konrad, der alle drei Pleschkes zum Schloss fahren soll, steuert daraufhin das Auto eine steile Böschung hinunter, springt aber selbst kurz zuvor aus dem Auto. Eltern und Tochter Pleschke kommen bei dem Mordanschlag um, während sich Konrad lediglich ein Bein bricht.
Dank der gräflichen Pflege kommt Konrad nach einiger Zeit der Bettruhe wieder rasch auf die Beine. Um seinen Plan, endlich neuer Herr auf Schloss Ornstein zu werden, zieht er seinen letzten Trumpf aus dem Ärmel: Konrad beginnt Gräfin Herthe selbst zu umgarnen und verbringt schließlich in ihrem Boudoir eine Liebesnacht. Helmuth ist zutiefst geschockt von Konrads Verhalten, dachte er doch bislang, dass Konrad einzig an ihm interessiert sei. Um den jungen Herzensbrecher in Zukunft nicht ganz zu verlieren, ist er schweren Herzens bereit Konrad als den neuen Gatten seiner Mutter zu akzeptieren. Helmuths Schwester Lotte hat indes andere Pläne. Am Vorabend der Hochzeit zwischen Konrad und ihrer Mutter teilt sie Konrad mit, dass sie von all seinen Intrigen, Manipulationen und mörderischen Schandtaten, inklusive der Ermordung Rudolphs und der Beseitigung der Familie Pleschke, wisse und sie nunmehr erwarte, dass er sie anstatt ihrer Mutter heirate. Konrad scheint nichts dagegen zu haben, denn, wie der Filmtitel schon verrät, es gibt für jeden etwas in dieser Geschichte, und Konrads Einzug als neuer Herr auf Schloss Ornstein ist damit so oder so gesichert.

## Produktionsnotizen
Something for Everyone entstand Mitte 1969 an mehreren Drehorten in Bayern (Füssen) und Österreich (Salzburg) und wurde am 22. Juli 1970 in New York uraufgeführt. Eine deutschsprachige Premiere hat es trotz der prominenten deutschen Besetzung nie gegeben. 2016 wurde der Film als DVD und als Blu-ray Disc herausgegeben.
Das österreichische Filmarchitekten-Ehepaar Otto Pischinger und Herta Hareiter gestaltete die Filmbauten. Georg M. Reuther hatte die Produktionsleitung. Irms Pauli übernahm die Kostümüberwachung. Eberhard Schröder war Regieassistent.
Angela Lansbury erhielt für ihre darstellerische Leistung 1971 eine Nominierung für den Golden Globe. Der 82-jährige Schauspielveteran Walter Janssen spielte hier seine letzte Kinofilmrolle.
Elisabeth Flickenschildt ist in der letzten Szene des Films zu sehen. Ihr Mitwirken bleibt im Vor- und Abspann jedoch unerwähnt. Zwei Großaufnahmen zeigen die bekannte Darstellerin als Fürstin Palamir, die an der Hochzeit im Schloss teilnimmt. Diese Rolle wird im restlichen Film und sogar in Teilen der gleichen Szene von Hilde Weissner verkörpert. Die Hintergründe der Doppelbesetzung sind unklar; es liegt nahe, dass Flickenschildt nach dem Dreh dieser Szene kurzfristig und unerwartet aus dem Projekt ausschied und für die restliche Produktion durch die im Verhältnis unbekanntere Weissner ersetzt werden musste.

## Kritiken
Hal Erickson befand: „Something for Everyone muss eine Art von Rekord für die größte Ansammlung an unsympathischen Charakteren in einem einzigen Film halten.“
Der Movie & Video Guide nannte den Film eine „sehr schwarze Komödie“ und eine „fesselnde aber überflüssigerweise langatmige Geschichte“.
Halliwell‘s Film Guide konstatierte: „Ungewöhnlich schwarze Komödie, die irgendwie nicht in die Gänge kommt“.
Der New Yorker resümierte kurz und bündig: „Tatsächlich – nicht viel für jeden“.
Der US-amerikanische katholische Nachrichtendienst sah den Film als eine „trostlose Komödie“ an und resümierte: “Es gibt da einige angenehme Momente in diesem Märchen für Erwachsene, aber nicht annähernd genug für die meisten Geschmäcker.”